# Виндам (Вирџинија)
Виндам (енгл. Wyndham) насељено је место без административног статуса у америчкој савезној држави Вирџинија.

## Демографија
По попису из 2010. године број становника је 9.785, што је 3.609 (58,4%) становника више него 2000. године.
| Група             | 2000.         | 2010.         |
| Белци             | 5.585 (90,4%) | 7.777 (79,5%) |
| Афроамериканци    | 164 (2,7%)    | 293 (3,0%)    |
| Азијати           | 281 (4,5%)    | 1.381 (14,1%) |
| Хиспаноамериканци | 87 (1,4%)     | 178 (1,8%)    |
| Укупно            | 6.176         | 9.785         |